# Campeonato da NACAC de Atletismo Sub-18 e Sub-23 de 2019
A 10ª edição do Campeonato da NACAC de Atletismo Sub-23 foi um campeonato de atletismo organizado pela NACAC em conjunto com o 1º Campeonato da NACAC de Atletismo Sub-18. Ambos os eventos foram realizados no Estádio Parque Queretaro 2000, em Querétaro, no México, entre 5 a 7 de julho de 2019. O campeonato contou com a participação 28 nacionalidades distribuídos em 44 provas nos níveis Sub-18 e Sub-23. 

## Medalhistas

### Sub-18
Resultados completos foram publicados.
Masculino
| Evento                      | Ouro                                                                        | Ouro       | Prata                                                                           | Prata      | Bronze                                                                                           | Bronze     |
| --------------------------- | --------------------------------------------------------------------------- | ---------- | ------------------------------------------------------------------------------- | ---------- | ------------------------------------------------------------------------------------------------ | ---------- |
| 100 metros                  | Conroy Jones (JAM)                                                          | 10.32      | Darian Clarke (BAR)                                                             | 10.38      | Ackeem Blake (JAM)                                                                               | 10.41      |
| 200 metros                  | Rajay Morris (JAM)                                                          | 20.82      | Darian Clarke (BAR)                                                             | 21.18      | Gerardo Lomeli (MEX)                                                                             | 21.19      |
| 400 metros                  | Luis Antonio Avilés (MEX)                                                   | 46.36      | Kyle Gale (BAR)                                                                 | 47.34      | Deandre Watkin (JAM)                                                                             | 47.63      |
| 800 metros                  | Abdullahi Hassan (CAN)                                                      | 1:52.48    | Chevonne Hall (JAM)                                                             | 1:53.32    | Handal Roban (VIN)                                                                               | 1:53.39    |
| 1 500 metros                | Matthew Larkin (CAN)                                                        | 4:12.63    | Isrrael Tinajero (MEX)                                                          | 4:12.90    | Yael Paniagua (MEX)                                                                              | 4:14.96    |
| 3 000 metros                | Iker Sánchez (MEX)                                                          | 8:42.71    | Ian Sánchez (MEX)                                                               | 8:46.19    | Dakota Goguen (CAN)                                                                              | 9:12.76    |
| 10 km marcha atlética       | César Cordova (MEX)                                                         | 43:09.45   | Cristhian Juarez (MEX)                                                          | 44:43.75   | Eduard Arias (CRC)                                                                               | 45:49.24   |
| 110 metros barreiras        | Vashaun Vascianna (JAM)                                                     | 13.09      | Jerome Campbell (JAM)                                                           | 13.59      | Justin Guy (TTO)                                                                                 | 13.79      |
| 400 metros barreiras        | Sean Hewitt (JAM)                                                           | 53.17      | Devontie Archer (JAM)                                                           | 53.18      | Joshua Gorocica (MEX)                                                                            | 54.27      |
| 2.000 metros com obstáculos | Roberto Ángel Marquez (MEX)                                                 | 6:14.67    | Eduardo Cortez (MEX)                                                            | 6:21.62    | Brandon Barrantes (CRC)                                                                          | 6:21.70    |
| 4×100 metros estafetas      | Jamaica · Jerome Campbell · Vashaun Vascianna · Raheim Scott · Conroy Jones | 41.17      | Trinidad e Tobago · Justin Guy · Devin Augustine · Jaydon Moore · Shakeem McKay | 41.82      | México · Diego Flores · Victor Gabriel Galaviz · Jesús Eduardo Salinas · Diego Alberto Hernández | 42.42      |
| Salto em altura             | Romaine Beckford (JAM)                                                      | 2.14       | Aiden Grout (CAN)                                                               | 2.08       | Xesus Jaime (MEX)                                                                                | 1.96       |
| Salto com vara              | Josué Daniel García (MEX)                                                   | 4.65       | Luis Mendoza (MEX)                                                              | 4.20       | Piero Braghieri (ESA)                                                                            | 4.00       |
| Salto em comprimento        | Kavian Kerr (JAM)                                                           | 7.66 +1.1  | Jordan Turner (JAM)                                                             | 7.46 +2.3  | Christopher Juárez (MEX)                                                                         | 6.88 +3.0  |
| Salto triplo                | Jordan Turner (JAM)                                                         | 14.52 +1.6 | Nathan Crawford-Wallis (BAR)                                                    | 14.45 +2.2 | Alfredo Maldonado (MEX)                                                                          | 13.86 +0.9 |
| Arremesso de peso           | Ralford Mullings (JAM)                                                      | 20.96      | José Arturo Olmos (MEX)                                                         | 18.07      | Jairo Espinosa (MEX)                                                                             | 17.57      |
| Lançamento de disco         | Ralford Mullings (JAM)                                                      | 62.34      | Tarajh Hudson (BAH)                                                             | 56.74      | Julio César Santos (MEX)                                                                         | 54.40      |
| Lançamento do martelo       | Aldo Zavala (MEX)                                                           | 69.89      | Miguel Ángel Trevizo (MEX)                                                      | 58.30      | Alexis Sánchez (ESA)                                                                             | 45.37      |
| Lançamento do dardo         | Keyshawn Strachan (BAH)                                                     | 62.70      | Luis Ángel Ortega (MEX)                                                         | 59.63      | Alexis Rodríguez (MEX)                                                                           | 58.50      |

Feminino
| Evento                      | Ouro                                                                        | Ouro       | Prata                                                                       | Prata      | Bronze                                                                        | Bronze     |
| --------------------------- | --------------------------------------------------------------------------- | ---------- | --------------------------------------------------------------------------- | ---------- | ----------------------------------------------------------------------------- | ---------- |
| 100 metros                  | Briana Williams (JAM) (U18)                                                 | 11.11      | Joella Lloyd (ATG) (U18)                                                    | 11.43      | Brandy Hall (JAM) (U18)                                                       | 11.57      |
| 200 metros                  | Shaniqua Bascombe (TTO)                                                     | 24.00      | Jillian Catton (CAN)                                                        | 24.3       | Caitlyn Bobb (BER)                                                            | 24.53      |
| 400 metros                  | Caitlyn Bobb (BER)                                                          | 53.92      | Krystalann Bechard (CAN)                                                    | 54.13      | Rae-Anne Serville (TTO)                                                       | 54.38      |
| 800 metros                  | Lorena Rangel (MEX)                                                         | 2:10.28    | Emma Pegg (CAN)                                                             | 2:10.49    | Cassandra Williamson (CAN)                                                    | 2:11.15    |
| 1 500 metros                | Kendra Lewis (CAN)                                                          | 4:44.89    | Fabianna Szorenyi (PUR)                                                     | 4:46.70    | Jardine Lam-Colling (CAN)                                                     | 4:47.25    |
| 3 000 metros                | Sabrina Salcedo (MEX)                                                       | 10:16.70   | Denisse Amaro (MEX)                                                         | 10:38.43   | Fabianna Szorenyi (PUR)                                                       | 10:45.98   |
| 5 km marcha atlética        | Sofia Ramos (MEX)                                                           | 23:45.69   | Mariana Muñoz (CRC)                                                         | 24:18.64   | María Camila Mena A (MEX)                                                     | 26:03.07   |
| 100 metros barreiras        | Crystal Morrison (JAM)                                                      | 13.19      | Ackera Nugent (JAM)                                                         | 13.50      | Isabella Goudros (CAN)                                                        | 13.75      |
| 400 metros barreiras        | María José Romero (MEX)                                                     | 1:04.57    | Silvia Duarte (MEX)                                                         | 1:04.66    | Daniela Aragón (ESA)                                                          | 1:07.95    |
| 2.000 metros com obstáculos | Katelyn Stewart-Barnett (CAN)                                               | 7:15.31    | Cecilia Howes (CAN)                                                         | 7:34.40    | Andrea Avalos (MEX)                                                           | 7:40.30    |
| 4×100 metros estafetas      | Jamaica · Krystal Sloley · Ackera Nugent · Brandy Hall · Crystal Morrison · | 45.02      | Canadá · Brianna Gayle · Isabella Goudros · Hannah Heise · Jillian Catton · | 46.09      | México · Evelyn Escobar · Monserrat Rodríguez · Dana Ponce · Barbara García · | 48.40      |
| Salto em altura             | Ana Paula Pollorena (MEX)                                                   | 1.66       | Claudia Millan (PUR)                                                        | 1.63       | Danna Rodríguez (MEX)                                                         | 1.60       |
| Salto com vara              | Adriana Arellano (MEX)                                                      | 3.70       | Escarlett García (MEX)                                                      | 3.40       | Apenas dois concorrentes                                                      |            |
| Salto em comprimento        | Anthaya Charlton (BAH)                                                      | 5.86 +1.4  | Paula-Ann Chambers (JAM)                                                    | 5.76 +2.0  | María Fernanda Marquez (MEX)                                                  | 5.69 +2.4  |
| Salto triplo                | Mahalia Mitchell (CAN)                                                      | 13.13 +1.4 | María Fernanda Marquez (MEX)                                                | 11.91 +4.7 | Natalia Jiménez (MEX)                                                         | 10.81 +3.7 |
| Arremesso de peso           | María Fernanda Flores (MEX)                                                 | 14.99      | Treneese Hamilton (DMA)                                                     | 14.65      | Mariana Almeyda (MEX)                                                         | 14.05      |
| Lançamento de disco         | Shanice Hutson (BAR)                                                        | 42.02      | Alejandra Rosales (ESA)                                                     | 41.91      | Carolina Quiñonez (MEX)                                                       | 37.58      |
| Lançamento do martelo       | Paola Bueno (MEX)                                                           | 59.43      | Catherina Blouin (CAN)                                                      | 56.53      | Yanielys Torres (PUR)                                                         | 50.90      |
| Lançamento do dardo         | Xochitl Montoya (MEX)                                                       | 48.53      | Rhema Otabor (BAH)                                                          | 47.68      | Paulina Cazares (MEX)                                                         | 45.26      |

Misto
| Evento                 | Ouro                                                                                  | Ouro    | Prata                                                                         | Prata   | Bronze                                                                              | Bronze  |
| ---------------------- | ------------------------------------------------------------------------------------- | ------- | ----------------------------------------------------------------------------- | ------- | ----------------------------------------------------------------------------------- | ------- |
| 4×400 metros estafetas | Trindade e Tobago · Jesaiah Jones · Rae-Anne Serville · Taejha Badal · Saeed Pompey · | 3:26.49 | Jamaica · Deandre Watkin · Daniella Deer · Kenya Thompson · Devontie Archer · | 3:28.14 | Canadá · Angelina Shandro · Gage Marshall · Krystalann Bechard · Abdullahi Hassan · | 3:29.86 |

### Sub-23
Resultados completos foram publicados. 
Masculino
| Evento                      | Ouro                                                                             | Ouro           | Prata                                                                            | Prata          | Bronze                    | Bronze         |
| --------------------------- | -------------------------------------------------------------------------------- | -------------- | -------------------------------------------------------------------------------- | -------------- | ------------------------- | -------------- |
| 100 metros                  | Waseem Williams (JAM)                                                            | 10.01 (10.002) | Samson Colebrooke (BAR)                                                          | 10.01 (10.004) | Mario Burke (BAR)         | 10.01 (10.010) |
| 200 metros                  | Samson Colebrooke (BAR)                                                          | 20.58          | Jereod Elcock (TTO)                                                              | 20.65          | Miciah Harris (USA)       | 20.74          |
| 400 metros                  | Trevor Stewart (USA)                                                             | 45.01          | Wilbert London (USA)                                                             | 45.41          | Austin Cole (CAN)         | 45.90          |
| 800 metros                  | Devin Dixon (USA)                                                                | 1:47.69        | Isaiah Jewett (USA)                                                              | 1:49.43        | Jauavney James (JAM)      | 1:49.52        |
| 1 500 metros                | Cade Bethmann (USA)                                                              | 4:02.84        | Víctor Ortiz (PUR)                                                               | 4:03.39        | Cristian García (MEX)     | 4:03.71        |
| 5 000 metros                | Erick Cayetano (MEX)                                                             | 15:19.84       | Jonathan del Razo (MEX)                                                          | 15:22.39       | Apenas dois concorrentes  |                |
| 10 000 metros               | Matt Young (USA)                                                                 | 32:46.84       | Jesús Nava (MEX)                                                                 | 32:48.75       | Francisco Sánchez (MEX)   | 33:25.80       |
| 10 km marcha atlética       | Gustavo Israel Solís (MEX)                                                       | 42:09.49       | José Oswaldo Calel (GUA)                                                         | 42:55.27       | Saul Mena (MEX)           | 44:03.54       |
| 110 metros barreiras        | Phillip Lemonious (JAM)                                                          | 13.47          | Rohan Cole (JAM)                                                                 | 13.55          | Dashuan Jackson (USA)     | 13.58          |
| 400 metros barreiras        | Quincy Hall (USA)                                                                | 49.77          | Norman Grimes (USA)                                                              | 50.07          | Pablo Andrés Ibáñez (ESA) | 50.96          |
| 3.000 metros com obstáculos | Alex Rogers (USA)                                                                | 9:10.55        | John Rice (USA)                                                                  | 9:16.29        | Víctor Ortiz (PUR)        | 9:18.92        |
| 4×100 metros estafetas      | Estados Unidos · Justin Hall · Holland Martin · Darrell Singleton · Ja'Mari Ward | 40.03          | Bahamas · Tamar Greene · Samson Colebrooke · Holland Martin · Shakeem Hall-Smith | 40.33          | Apenas dois concorrentes  |                |
| Salto em altura             | Keenon Laine (USA)                                                               | 2.25           | Earnest Sears (USA)                                                              | 2.25           | Erik Portillo (MEX)       | 2.22           |
| Salto com vara              | Clayton Fritsch (USA)                                                            | 5.60           | Zach Bradford (USA)                                                              | 5.60           | Natán Rivera (ESA)        | 4.90           |
| Salto em comprimento        | Andwuelle Wright (TTO)                                                           | 8.25 +0.7      | Shawn-D Thompson (JAM)                                                           | 8.05 +2.1      | Wayne Pinnock (JAM)       | 7.97 +1.0      |
| Salto triplo                | Isaiah Griffith (USA)                                                            | 16.79 +3.0     | Armani Wallace (USA)                                                             | 16.72 +3.3     | O'Brien Wasome (JAM)      | 16.66 +5.0     |
| Arremesso de peso           | Jordan Geist (USA)                                                               | 20.81          | Kyle Mitchell (JAM)                                                              | 18.70          | Zackery Short (HON)       | 18.34          |
| Lançamento de disco         | Roje Stona (JAM)                                                                 | 56.97          | Iffy Joyner (USA)                                                                | 54.92          | Mark Bujnowski (CAN)      | 50.77          |
| Lançamento do martelo       | Robert Colantonio (USA)                                                          | 66.78          | Kieran McKeag (USA)                                                              | 66.37          | Andreas Troschke (CAN)    | 60.61          |
| Lançamento do dardo         | Anderson Peters (GRN)                                                            | 81.89          | Markim Felix (GRN)                                                               | 78.10          | Félix Torres (PUR)        | 68.72          |

Feminino
| Evento                      | Ouro                                                                                  | Ouro       | Prata                                                                           | Prata      | Bronze                                                                       | Bronze     |
| --------------------------- | ------------------------------------------------------------------------------------- | ---------- | ------------------------------------------------------------------------------- | ---------- | ---------------------------------------------------------------------------- | ---------- |
| 100 metros                  | Teahna Daniels (USA)                                                                  | 11.03      | Twanisha Terry (USA)                                                            | 11.08      | Halle Hazzard (GRN)                                                          | 11.20      |
| 200 metros                  | Anglerne Annelus (USA)                                                                | 22.84      | Natassha McDonald (CAN)                                                         | 23.31      | Ashlan Best (CAN)                                                            | 23.75      |
| 400 metros                  | Kyra Constantine (CAN)                                                                | 51.51      | Roneisha McGregor (JAM)                                                         | 51.70      | Chloe Abbott (USA)                                                           | 51.87      |
| 800 metros                  | Avi'Tal Wilson-Perteete (USA)                                                         | 2:05.70    | Nia Akins (USA)                                                                 | 2:07.11    | Erinn Stenman-Fahey (CAN)                                                    | 2:11.58    |
| 1 500 metros                | Alma Cortes (MEX)                                                                     | 4:28.37    | Katie Rainsberger (USA)                                                         | 4:30.86    | Alexis Fuller (USA)                                                          | 4:36.60    |
| 5 000 metros                | Jaci Smith (USA)                                                                      | 16:51.41   | Jessica Drop (USA)                                                              | 17:33.81   | Elizabeth Tuxpan (MEX)                                                       | 18:34.16   |
| 10 000 metros               | Kathryn Munks (USA)                                                                   | 37:03.63   | Elizabeth Funderburk (USA)                                                      | 38:06.83   | Paola Ramos (PUR)                                                            | 38:55.70   |
| 5 km marcha atlética        | Valeria Ortuño (MEX)                                                                  | 23:05.08   | Amberly Melendez (USA)                                                          | 23:25.50   | Diana Miranda (MEX)                                                          | 23:40.73   |
| 100 metros barreiras        | Tonea Marshall (USA)                                                                  | 12.57      | Chanel Brissett (USA)                                                           | 12.73      | Mariam Abdul-Rashid (CAN)                                                    | 13.23      |
| 400 metros barreiras        | Anna Cockrell (USA)                                                                   | 56.54      | Shiann Salmon (JAM)                                                             | 56.83      | Brittley Humphrey (USA)                                                      | 57.36      |
| 3.000 metros com obstáculos | Hannah Steelman (USA)                                                                 | 10:21.88   | Gabrielle Jennings (USA)                                                        | 10:47.35   | Nayelly Mendoza (MEX)                                                        | 11:18.66   |
| 4×100 metros estafetas      | Estados Unidos · Brianna Duncan · Rebekah Smith · Anglerne Annelus · Twanisha Terry · | 42.97      | Canadá · Shyvonne Roxborough · Ashlan Best · Natassha Mcdonald · Audrey Leduc · | 44.28      | México · Aurora Jurado · Monica Ortiz · Araceli Espinosa · Alejandra Ortiz · | 47.52      |
| Salto em altura             | Nicole Greene (USA)                                                                   | 1.87       | Ximena Esquivel (MEX)                                                           | 1.87       | Erinn Beattie (USA)                                                          | 1.75       |
| Salto com vara              | Alina McDonald (USA)                                                                  | 4.30       | Ximena Esquivel (USA)                                                           | 3.90       | Sophia Franklin (MEX)                                                        | 3.80       |
| Salto em comprimento        | Aliyah Whisby (USA)                                                                   | 6.82 +2.8  | Jasmyn Steels (USA)                                                             | 6.64 +2.3  | Jessicca Noble (JAM)                                                         | 6.49 +1.3  |
| Salto triplo                | Davisleydis Velazco (CUB)                                                             | 13.94 +3.5 | Danielle Spence (JAM)                                                           | 13.24 +2.0 | Charisma Taylor (BAH)                                                        | 13.22 +2.5 |
| Arremesso de peso           | Samantha Noennig (USA)                                                                | 17.23      | Alyssa Wilson (USA)                                                             | 16.73      | Gabrielle Bailey (JAM)                                                       | 16.51      |
| Lançamento de disco         | Shanice Love (JAM)                                                                    | 60.14      | Laulauga Tausaga (USA)                                                          | 59.37      | Melany Matheus (CUB)                                                         | 55.40      |
| Lançamento do martelo       | Alyssa Wilson (USA)                                                                   | 63.95      | Liz Arleen Collía (CUB)                                                         | 60.94      | Tasha Willing (CAN)                                                          | 59.50      |
| Lançamento do dardo         | Kylee Carter (USA)                                                                    | 54.48      | Jenna Gray (USA)                                                                | 53.87      | Luz Mariana Castro (MEX)                                                     | 53.56      |

Misto
| Evento                 | Ouro                                                                         | Ouro    | Prata                                                                           | Prata   | Bronze                                                                                | Bronze  |
| ---------------------- | ---------------------------------------------------------------------------- | ------- | ------------------------------------------------------------------------------- | ------- | ------------------------------------------------------------------------------------- | ------- |
| 4×400 metros estafetas | Jamaica · Terry Thomas · Shiann Salmon · Martin Manley · Roneisha McGregor · | 3:16.99 | Estados Unidos · Norman Grimes · Chloe Abbott · Hannah Waller · Marcus Parker · | 3:17.74 | Canadá · Natassha McDonald · Khamal Stewart-Baynes · Kyra Constantine · Austin Cole · | 3:22.43 |

## Quadro de medalhas

### Sub-18
| Ordem | País                     | Medalha de ouro | Medalha de prata | Medalha de bronze | Total |
| ----- | ------------------------ | --------------- | ---------------- | ----------------- | ----- |
| 1     | México                   | 15              | 12               | 19                | 46    |
| 2     | Jamaica                  | 13              | 7                | 3                 | 23    |
| 3     | Canadá                   | 5               | 7                | 5                 | 17    |
| 4     | Bahamas                  | 2               | 2                | 0                 | 4     |
| 5     | Trinidad e Tobago        | 2               | 1                | 2                 | 5     |
| 6     | Barbados                 | 1               | 4                | 0                 | 5     |
| 7     | Bermudas                 | 1               | 0                | 1                 | 2     |
| 8     | Porto Rico               | 0               | 2                | 2                 | 4     |
| 9     | El Salvador              | 0               | 1                | 3                 | 4     |
| 10    | Costa Rica               | 0               | 1                | 2                 | 3     |
| 11    | Antígua e Barbuda        | 0               | 1                | 0                 | 1     |
| 11    | Dominica                 | 0               | 1                | 0                 | 1     |
| 13    | São Vicente e Granadinas | 0               | 0                | 1                 | 1     |
| Total | Total                    | 39              | 39               | 38                | 116   |

### Sub-23
| Ordem | País              | Medalha de ouro | Medalha de prata | Medalha de bronze | Total |
| ----- | ----------------- | --------------- | ---------------- | ----------------- | ----- |
| 1     | Estados Unidos    | 27              | 23               | 6                 | 56    |
| 2     | Jamaica           | 5               | 6                | 5                 | 16    |
| 3     | México            | 4               | 3                | 10                | 17    |
| 4     | Canadá            | 1               | 2                | 8                 | 11    |
| 5     | Barbados          | 1               | 1                | 1                 | 3     |
| 5     | Cuba              | 1               | 1                | 1                 | 3     |
| 5     | Granada           | 1               | 1                | 1                 | 3     |
| 8     | Trinidad e Tobago | 1               | 1                | 0                 | 2     |
| 9     | Porto Rico        | 0               | 1                | 3                 | 4     |
| 10    | Bahamas           | 0               | 1                | 1                 | 2     |
| 11    | Guatemala         | 0               | 1                | 0                 | 1     |
| 12    | El Salvador       | 0               | 0                | 2                 | 2     |
| 13    | Honduras          | 0               | 0                | 1                 | 1     |
| Total | Total             | 41              | 41               | 39                | 121   |

## Participação

### Sub-23
| - Antígua e Barbuda (2) - Bahamas (10) - Barbados (6) - Belize (2) - Bermudas (1) - Ilhas Virgens Britânicas (5) - Canadá (25) - Ilhas Caimã (4) - Costa Rica (2) - Cuba (4) - Dominica (3) - República Dominicana (2) - Granada (3) | - Guadalupe (2) - Guatemala (8) - Haiti (2) - Honduras (1) - Jamaica (26) - México (76) - Porto Rico (6) - Santa Lúcia (1) - El Salvador (7) - Trinidad e Tobago (3) - Turcas e Caicos (3) - Estados Unidos (71) - Ilhas Virgens Americanas (6) |